# Економічна війна
Економічна війна (англ. Economic warfare) — економічна стратегія, заснована на використанні заходів економічного характеру (наприклад, економічної блокади, торговельних обмежень тощо), направлених на ослаблення економіки іншої держави або блоку держав. Економічна війна може бути складовою економічного протистояння або складовою гібридної війни, класична війна звичайно передбачає повне припинення будь-яких економічних відносин між країнами-ворогами.

## Методи ведення економічної війни
- заборона на експорт/імпорт окремих видів товарів;
- обмеження на експорт/імпорт окремих технологій;
- торговельна блокада;
- спричинення банківської кризи та обвал національної валюти;
- спричинення дисбалансу цін на критичні позиції експорту або імпорту.

Англійська назва Economic warfare розглядає економічну війну як механізм, метод або спосіб ведення економічного конфлікту проти ворога.

## Економічна війна як вид економічного протистояння
В економічному протистоянні економічна війна направлена на отримання однією зі сторін економічного протистояння певних економічних переваг за рахунок переділу торговельних ринків або зміни на користь однієї зі сторін балансу цін.

## Економічна війна як складова політичного протистояння
Економічна війна як складова політичного протистояння направлена на отримання однією зі сторін протистояння певних політичних переваг шляхом спонукання іншої сторони до політичних поступок, отримання або розширення політичного впливу на іншу сторону. При цьому також досягаються і задачі економічного протистояння.

## Економічна війна як складова гібридної війни
Економічна війна як складова гібридної війни направлена на політичне підпорядкування однієї зі сторін та досягнення інших цілей, які звичайно досягаються класичними війнами. При цьому також досягаються задачі політичного протистояння.
На відміну від класичної війни, економічні відносини сторін під час гібридної війни звичайно не зазнають повного розриву, що дозволяє країні-агресору приховувати свою участь у гібридній війні, а країні-жертві — отримувати критичні для неї ресурси. Тим не менше, обидві сторони виявляють також зацікавленість у зменшенні рівня економічних відносин, що, загалом, і передбачається самою природою гібридної війни.